# El canto del gallo
El canto del gallo és una pel·lícula dramàtica espanyola de 1955 dirigida per Rafael Gil Álvarez amb un argument basat en una novel·la de José Antonio Giménez-Arnau y Gran i protagonitzada per Francisco Rabal.

## Sinopsi
Narra les tribulacions d'un sacerdot en un país comunista on són assassinats tots els religiosos, i n'intenta escapar renegant de la seva fe.

## Repartiment
- Jacqueline Pierreux  - Elsa
- Francisco Rabal - Padre Miller
- Gérard Tichy - Gans
- Antonio Riquelme - Conserje
- Asunción Balaguer - Dona humil
- Julia Lajos - Carlota
- Félix de Pomés - Bisbe
- Matilde Muñoz Sampedro
- Jorge Ochando
- Alicia Palacios
- Mónica Pastrana

## Premis
Medalles del Cercle d'Escriptors Cinematogràfics
| Any  | Categoria              | Pel·lícula   | Resultat  |
| ---- | ---------------------- | ------------ | --------- |
| 1955 | Millor actor estranger | Gérard Tichy | Guanyador |